# Kronblad
Kronblad (botanisk latin, petal) betegner mere eller mindre omdannede blade der omgiver støvdragerne i Angiospermernes blomster. De kan være helt eller delvis sammenvoksede, og kaldes så kronen, eller de kan være indbyrdes frie, og kaldes så kronblade. Kronblade er hos dyrebestøvede planter ofte stærkt farvede og kan udsende duft. Deres funktion er at tiltrække bestøvere og eventuelt at lede dem på vej til nektar, pollen og støvfang. Farven på kronbladene vil ofte afspejle en tilpasning til bestemte bestøvende organismer. Således er blomster der bestøves af dagaktive insekter ofte røde eller blå, de der bestøves af nataktive insekter ofte hvide og dufter om natten, de der bestøves af biller er ofte gule, mens fuglebestøvede planter ofte har røde eller orange blomster.